# Мегр-е Софла
Мегр-е Софла (перс. مهرسفلي) — село в Ірані, у дегестані Енадж, у бахші Каре-Чай, шагрестані Хондаб остану Марказі. За даними перепису 2006 року, його населення становило 2432 особи, що проживали у складі 670 сімей.

## Клімат
Середня річна температура становить 12,66 °C, середня максимальна – 31,68 °C, а середня мінімальна – -7,88 °C. Середня річна кількість опадів – 286 мм.
| Клімат поселення                              | Клімат поселення | Клімат поселення | Клімат поселення | Клімат поселення | Клімат поселення | Клімат поселення | Клімат поселення | Клімат поселення | Клімат поселення | Клімат поселення | Клімат поселення | Клімат поселення | Клімат поселення |
| Показник                                      | Січ.             | Лют.             | Бер.             | Квіт.            | Трав.            | Черв.            | Лип.             | Серп.            | Вер.             | Жовт.            | Лист.            | Груд.            |                  |
| Середній максимум, °C                         | 8,56             | 10,01            | 13,76            | 18,78            | 23,58            | 29,79            | 31,68            | 31,33            | 26,26            | 20,75            | 14,57            | 8,80             |                  |
| Середня температура, °C                       | 0,34             | 1,79             | 5,56             | 10,56            | 15,37            | 21,57            | 25,57            | 25,22            | 20,16            | 14,65            | 8,46             | 2,70             |                  |
| Середній мінімум, °C                          | −7,88            | −6,42            | −2,67            | 2,35             | 7,15             | 13,36            | 19,46            | 19,12            | 14,07            | 8,54             | 2,36             | −3,4             |                  |
| Норма опадів, мм                              | 44               | 37               | 51               | 37               | 34               | 7                | 0                | 1                | 0                | 8                | 26               | 41               |                  |
| Середньомісячна швидкість вітру, м/с          | 2.09             | 2.61             | 3.07             | 3.29             | 2.98             | 2.57             | 2.80             | 2.69             | 2.37             | 2.19             | 1.73             | 2.06             |                  |
| Середньомісячна сонячна радіація, кДж/м²·день | 8971             | 12179            | 14657            | 18177            | 22150            | 26892            | 25710            | 23914            | 21047            | 15484            | 10832            | 8767             |                  |
| --------------------------------------------- | ---------------- | ---------------- | ---------------- | ---------------- | ---------------- | ---------------- | ---------------- | ---------------- | ---------------- | ---------------- | ---------------- | ---------------- | ---------------- |
| Джерело:                                      |                  |                  |                  |                  |                  |                  |                  |                  |                  |                  |                  |                  |                  |